# أم هجيليجة (قرية)
أم هجيليجة هي قرية سودانية نموذجية تتبع لوحدة الماطوري الإدارية  محلية 24 القرشي ولاية الجزيرة حيث تحدها من الشرق قرية الرخاء ومن الشمال قرية الهشابة ومن الجنوب الشرقي قرية مطيميرة ومن الغرب قرية معزه .

## نبذة
تعتبر من أكبر قرى محلية المناقل سابقاً وهي الآن من أكبر قرى محلية القرشي، تتميز بالتنوع السكاني والتصاهر القبلي منهم (الكواهله  كاملاب عرواب ) والحسانية - والحسانات و الدويحية  ، وهنالك اقلية من غرب السودان ويعتمد أهلها على التجارة والزراعة.

## الخدمات
بها خمسة مدارس أساسية وعدد اثنين مدارس ثانوية حكومية ومدرسة خاصة وبها أربع مراكز صحية وسوق يرتاده أهل القرى المجاورة في كل أسبوع مرتين في أيام الأحد والأربعاء، ويرتاد مدارسها الثانوية أبناء وبنات القرى المجاورة (معزه، الهشابه، مطيمره، أبو رضم، المصوبن وكثير من القرى قبل أن يتم إنشاء مدارس ثانويه بها). بها عشر مساجد وبها خمسة نوادي رياضية.
الاندية الرياضية :-
1/ نادي الوطن
2/ نادي برشلونة
3/ نادي النهضة
4/ نادي الكمبو
5/ نادي الزهرة